# Ylli Bufi
Ylli Buffi (født 25. maj 1948) er en albansk politiker, der kortvarigt var Albaniens premierminister fra juni til december 1991. 
Buffi var medlem af Socialistpatiet (Partia Socialiste e Shqipërisë), der var udsprunget af kommunistpartiet (Partia e Punës e Shqipërisë). Han blev udpeget til premierminister af præsident Ramiz Alia i juni 1991.
| Politiske embeder      | Politiske embeder                   | Politiske embeder            |
| ---------------------- | ----------------------------------- | ---------------------------- |
| Foregående: Fatos Nano | Albaniens premierminister 1991–1991 | Efterfølgende: Vilson Ahmeti |